# Player One (magazine)
Pour les articles homonymes, voir Player One.
Player One était un magazine mensuel créé en 1990 et édité par Média Système Édition. Consacré aux jeux vidéo et plus particulièrement aux consoles de jeux vidéo, il vécut jusqu'en 2000.

## Historique
Il fut le premier magazine européen à être exclusivement consacré aux consoles de jeux vidéo (excluant les ordinateurs de jeu). La rédaction du magazine était parfois taxée de pro-Nintendo durant l'époque Nintendo versus Sega, ce que confirment aujourd'hui Pedro (pseudonyme de Pierre Valls, rédacteur en chef) et Crevette (Cyril Drevet) ainsi que Luc Bourcier (Sega France).
Le premier numéro est apparu dans les kiosques au mois de septembre 1990. L'initiative vient de quelques membres de l'équipe d'Amstrad Cent pour cent qui, à l'occasion de la sortie de la console GX-4000 d'Amstrad, ont décidé de se lancer dans l'aventure de créer un magazine ne traitant que de ces curieuses machines venues pour la plupart du Japon, se branchant directement sur la télévision, qui commençaient à faire de plus en plus d'ombre aux ordinateurs familiaux.
Au début, Player One était quasi intégralement écrit par Crevette et Iggy (Olivier Scamps, qui deviendra ensuite directeur de rédaction du magazine concurrent Joypad).
Player One connaitra un magazine dérivé, Nintendo Player, centré sur les jeux Nintendo.
Le magazine cessera sa publication en janvier 2000 (numéro 104) avec le dépôt de bilan de la société Média Système Édition, emportant alors dans sa chute tous les magazines du groupe ainsi que ses activités d'édition de manga.
Par la suite, les ex-dirigeants de la société MSE créeront Pika Édition, l'un des plus gros éditeurs de mangas en France.
C'est le réalisateur Olivier Megaton, à l'époque infographiste, qui dessina le logo du magazine.
La société éditrice est mise en liquidation judiciaire le 20 janvier 2000.
Ce nom a été racheté par un indépendant du web en 2015 .

## Rédaction
La première équipe était constituée entre autres de Crevette, Pedro, Matt Murdock (Patrick Giordano), Iggy, Chris (Christophe Delpierre), Wolfen (Christophe Pottier), WonderFra (François Daniel), Bubu (Stéphane Buret), Chon (Denis Adloff), Stef Le Flou (Stéphane Pilet), Inoshiro (raccourci en Ino, Olivier Richard).
Dans les derniers temps du magazine, on retrouve des rédacteurs comme Marcus, El Didou (Guillaume Lassalle) ou Fethi Maayoufi qui furent aussi présents dans la chaîne Game One[style à revoir]. Parmi les pigistes, on peut citer Mahalia Rouilly (alors Garraud), MacYas (Yassine Aboudihaj), Cyrille Giraud, Olivier Lehmann ou Carlito (Carlos Soares),.

## Système de notation
| Note       | Signification       |
| ---------- | ------------------- |
| 0 à 24 %   | À jeter d'urgence ! |
| 25 à 49 %  | Aucun intérêt.      |
| 50 à 59 %  | Jeu moyen.          |
| 60 à 79 %  | Bon jeu.            |
| 80 à 89 %  | Jeu excellent.      |
| 90 à 98 %  | Jeu hors du commun. |
| 99 à 100 % | Jeu mythique.       |

Player One rédige les tests de jeux dont la note globale est exprimée en pourcentage. Player One attribue également une note pour les prix des jeux, de A à F.
Sur l'ensemble des 104 numéros de Player One, aucun jeu n'a réussi à atteindre la note de 100 %.
De plus, à partir du numéro 93 (janvier 1999), une notation plus sévère est mise en place, et sur ces 12 derniers numéros, les meilleures notes ont été attribuées à The Legend of Zelda: Ocarina of Time (95 % dans le n°93) et SoulCalibur (94 % dans le n°103).
Super Mario Bros. 3 est le premier jeu à avoir reçu la note la plus élevée de Player One qui lui attribue 99% dans le 14e numéro paru en novembre 1993. Huit jeux détiennent cette évaluation de « jeu mythique », le dernier étant Donkey Kong Country sorti en 1994.

### Jeux ayant reçu la note de 99%
| Jeux                                    | Développeur              | Console        | Test          | Ref    |
| --------------------------------------- | ------------------------ | -------------- | ------------- | ------ |
| Super Mario Bros. 3                     | Nintendo R&D4            | NES            | Player One 14 | [ 9 ]  |
| Super Mario World                       | Nintendo AED             | Super Nintendo | Player One 19 | [ 11 ] |
| F-Zero                                  | Nintendo AED             | Super Nintendo | Player One 20 | [ 12 ] |
| The Legend of Zelda: A Link to the Past | Nintendo AED             | Super Nintendo | Player One 25 | [ 13 ] |
| Star Wing                               | Nintendo, Argonaut Games | Super Nintendo | Player One 32 | [ 14 ] |
| Virtua Racing                           | Sega-AM2                 | Mega Drive     | Player One 42 | [ 15 ] |
| Road Rash                               | Electronic Arts          | 3DO            | Player One 47 | [ 16 ] |
| Donkey Kong Country                     | Rare                     | Super Nintendo | Player One 48 | [ 10 ] |

### Jeux ayant reçu la note de 98%
| Jeux                                      | Développeur         | Console        | Test          | Ref    |
| ----------------------------------------- | ------------------- | -------------- | ------------- | ------ |
| Super Mario Land                          | Nintendo R&D1       | Game Boy       | Player One 02 | [ 17 ] |
| The Legend of Zelda                       | Nintendo R&D4       | NES            | Player One 08 | [ 18 ] |
| Castle of Illusion                        | Sega                | Mega Drive     | Player One 08 | [ 19 ] |
| Tiny Toon Adventures: Buster Busts Loose! | Konami              | Super Nintendo | Player One 31 | [ 20 ] |
| Street Fighter 2 Turbo                    | Capcom              | Super Nintendo | Player One 35 | [ 21 ] |
| Super Bomberman                           | Produce!            | Super Nintendo | Player One 36 | [ 22 ] |
| Fatal Fury Special                        | SNK                 | Neo-Geo        | Player One 37 | [ 23 ] |
| The Legend of Zelda: Link's Awakening     | Nintendo AED        | Game Boy       | Player One 37 | [ 24 ] |
| Sonic 3                                   | Sega                | Mega Drive     | Player One 39 | [ 25 ] |
| Super Street Fighter II                   | Sega                | Mega Drive     | Player One 44 | [ 26 ] |
| Secret of Mana                            | Square              | Super Nintendo | Player One 47 | [ 27 ] |
| Earthworm Jim                             | Shiny Entertainment | Super Nintendo | Player One 47 | [ 28 ] |
| Earthworm Jim                             | Shiny Entertainment | Mega Drive     | Player One 48 | [ 29 ] |
| FIFA Soccer                               | Electronic Arts     | 3DO            | Player One 48 | [ 30 ] |
| Doom                                      | id Software         | Jaguar         | Player One 49 | [ 31 ] |
| Samurai Shodown II                        | SNK                 | Neo-Geo        | Player One 49 | [ 32 ] |
| ISS Deluxe                                | Konami              | Super Nintendo | Player One 58 | [ 33 ] |
| Yoshi's Island                            | Nintendo AED        | Super Nintendo | Player One 59 | [ 34 ] |
| Virtua Fighter 2                          | Sega-AM2            | Sega Saturn    | Player One 60 | [ 35 ] |
| Sega Rally                                | Sega AM3            | Sega Saturn    | Player One 60 | [ 36 ] |
| Formula 1 97                              | Psygnosis           | PlayStation    | Player One 78 | [ 37 ] |
| Bust a Groove                             | Enix                | PlayStation    | Player One 91 | [ 38 ] |

### Jeux ayant reçu la note de 97%
| Jeux                                           | Développeur              | Console             | Test          | Ref    |
| ---------------------------------------------- | ------------------------ | ------------------- | ------------- | ------ |
| Castle of Illusion                             | Sega                     | Master System       | Player One 07 | [ 39 ] |
| Populous                                       | Electronic Arts          | Master System       | Player One 11 | [ 40 ] |
| Castle of Illusion                             | Sega                     | Game Gear           | Player One 12 | [ 41 ] |
| PC Kid 2                                       | Hudson Soft              | PC-Engine           | Player One 12 | [ 42 ] |
| Phantasy Star III                              | Sega AM7                 | Mega Drive          | Player One 14 | [ 43 ] |
| Super Soccer                                   | Human Entertainment      | Super Nintendo      | Player One 21 | [ 44 ] |
| Street Fighter II                              | Capcom                   | Super Nintendo      | Player One 24 | [ 45 ] |
| Pilotwings                                     | Nintendo AED             | Super Nintendo      | Player One 25 | [ 46 ] |
| Sonic 2                                        | Sega Technical Institute | Mega Drive          | Player One 25 | [ 47 ] |
| Super Aleste                                   | Toho                     | Super Nintendo      | Player One 26 | [ 48 ] |
| Road Rash II                                   | Electronic Arts          | Mega Drive          | Player One 26 | [ 49 ] |
| Viewpoint                                      | Aicom                    | Neo-Geo             | Player One 29 | [ 50 ] |
| Global Gladiators                              | Virgin Interactive       | Mega Drive          | Player One 29 | [ 51 ] |
| Tiny Toon Adventures: Buster's Hidden Treasure | Konami                   | Mega Drive          | Player One 30 | [ 52 ] |
| Super Star Wars                                | LucasArts                | Super Nintendo      | Player One 30 | [ 53 ] |
| Rocket Knight Adventures                       | Konami                   | Mega Drive          | Player One 34 | [ 54 ] |
| Super Mario All Stars                          | Nintendo                 | Super Nintendo      | Player One 35 | [ 55 ] |
| Street Fighter II': Champion Edition           | Capcom                   | Mega Drive          | Player One 35 | [ 56 ] |
| Super Sidekicks 2: The World Championship      | SNK                      | Neo-Geo             | Player One 43 | [ 57 ] |
| Mega Bomberman                                 | Hudson Soft              | Mega Drive          | Player One 45 | [ 58 ] |
| Micro Machines 2: Turbo Tournament             | Codemasters              | Mega Drive          | Player One 47 | [ 59 ] |
| Virtua Racing Deluxe                           | Codemasters              | Mega Drive 32X      | Player One 48 | [ 60 ] |
| The King of Fighters '94                       | SNK                      | Neo-Geo             | Player One 48 | [ 61 ] |
| Super Street Fighter II Turbo                  | Capcom                   | 3DO                 | Player One 48 | [ 62 ] |
| Super Street Fighter II: The New Challengers   | Capcom                   | Super Nintendo      | Player One 48 | [ 63 ] |
| Soleil                                         | Nex Entertainment        | Mega Drive          | Player One 49 | [ 64 ] |
| Fatal Fury 3: Road to the Final Victory        | SNK                      | Neo-Geo             | Player One 54 | [ 65 ] |
| Rayman                                         | Ubisoft                  | Jaguar              | Player One 56 | [ 66 ] |
| Destruction Derby                              | Psygnosis                | PlayStation         | Player One 57 | [ 67 ] |
| Rayman                                         | Ubisoft                  | Playstation, Saturn | Player One 57 | [ 68 ] |
| Donkey Kong Country 2: Diddy's Kong Quest      | Rare                     | Super Nintendo      | Player One 61 | [ 69 ] |
| SimCity 2000                                   | Maxis                    | Sega Saturn         | Player One 61 | [ 70 ] |
| Dragon Lore                                    | Cryo Interactive         | 3DO                 | Player One 62 | [ 71 ] |
| Formula One                                    | Psygnosis                | Playstation         | Player One 67 | [ 72 ] |
| Tekken 2                                       | Namco                    | Playstation         | Player One 68 | [ 73 ] |
| Wipeout 2097                                   | Psygnosis                | Playstation         | Player One 68 | [ 74 ] |
| Tobal n°1                                      | Square                   | Playstation         | Player One 71 | [ 75 ] |
| Micro Machines V3                              | Codemasters              | Playstation         | Player One 74 | [ 76 ] |
| International Superstar Soccer 64              | Konami                   | Nintendo 64         | Player One 77 | [ 77 ] |
| Final Fantasy VII                              | Squaresoft               | Playstation         | Player One 80 | [ 78 ] |
| GoldenEye 007                                  | Rare                     | Nintendo 64         | Player One 81 | [ 79 ] |
| Resident Evil 2                                | Capcom                   | Playstation         | Player One 86 | [ 80 ] |
| Gran Turismo                                   | Sony                     | Playstation         | Player One 86 | [ 81 ] |
| Road Rash 3D                                   | Electronic Arts          | Playstation         | Player One 88 | [ 82 ] |
| Banjo-Kazooie                                  | Rare                     | Nintendo 64         | Player One 89 | [ 83 ] |
| F-Zero X                                       | Nintendo AED             | Nintendo 64         | Player One 91 | [ 84 ] |

## Postérité
Fin 2015, la marque Player One est rachetée par un acteur de la scène amateur (hacking), qui décide d'en faire un site web consacré au jeu vidéo, à son histoire et sa contre culture. Le logo est retravaillé et le site voit le jour fin janvier 2018.